# 2012: Koniec świata
2012: Koniec świata (ang. 2012: Doomsday) – katastroficzny film science-fiction produkcji amerykańskiej, wyreżyserowany przez Nicka Everharta. Scenariusz filmu opiera się na tym samym założeniu, co wysokobudżetowy 2012 Rolanda Emmericha, przez co uważany jest za jego mockbuster.

## Obsada
- Cliff De Young jako sejsmolog Lloyd
- Dale Midkiff jako dr Frank Richards
- Ami Dolenz jako Susan
- Danae Nason jako Sarah
- Joshua Lee jako Alex
- Sara Tomko jako Wakanna
- Caroline Amiguet jako dr Trish Lane
- Shirley Raun jako pani Reed
- Louis Graham jako dr Ian Hunter

i inni

## Opis fabuły
Film ukazuje ostatnie godziny dnia 21 grudnia 2012 roku, który w Kalendarzu Majów, po przełożeniu na współcześnie stosowaną miarę czasu, kończy ziemski kalendarz. Ten dzień jest ukazany w konwencji filmu religijnego, jako dzień Sądu Ostatecznego.
Akcja rozgrywa się na terenie USA i Meksyku. Na skutek paranormalnych wizji i osobistych objawień kilka osób zmierza do piramidy schodkowej, zwanej Świątynią Wojowników, znajdującej się w ruinach miasta Chichén Itzá.
Jedna z osób, archeolog Frank Richards, odnalazł kilkadziesiąt godzin wcześniej w grocie skalnej na terenie Meksyku chrześcijański krzyż z umieszczoną na nim postacią Jezusa Chrystusa. W grocie znajdował się również wyryty napis sporządzony przez Majów, który informował, że krzyż ma być dostarczony w ostatnim dniu Kalendarza Majów do Chichén Itzá. Okres pochodzenia znaleziska, oceniony na trzeci wiek n.e., wskazywał na to, że przedstawiciel Chrześcijaństwa był na terenie Meksyku ponad tysiąc lat wcześniej od Krzysztofa Kolumba.
Napis w grocie wskazywał również na to, że sporządzająca go osoba wiedziała, że miasto Chichén Itzá powstanie dopiero za ok. 150 lat. Archeolog poczuł się powołany do spełnienia roli posłańca i zdecydował się na wyprawę do ruin miasta Majów.
Inni skierowani boską wolą do ruin to: ciężarna kobieta, sanitariuszka z karetki z San Diego, która jest agnostyczką, wolontariuszka usługująca biedocie meksykańskiej i jej ojciec, naukowiec sejsmolog – oboje z Baltimore. Według religijnej wersji wierzeń przekazanych w filmie, a dotyczących ostatniego dnia kalendarza ziemskiego, Ziemia ma ulec przebiegunowaniu, zatrzymać swój ruch wirujący i zacząć się obracać w przeciwnym kierunku. Oceany i morza wystąpią z brzegów i zaleją kontynenty. Trzęsienia ziemi dokonają reszty zniszczenia powierzchni skorupy ziemskiej. Aktorzy wypowiadają biblijne cytaty o tym zdarzeniu. Następują tajemnicze zniknięcia osób deklarujących się jako głęboko wierzący w Boga. Świadkowie zniknięć interpretują je jako wniebowzięcia żywych. Osoby umierające oświadczają, że wierzą w Boga i w spokoju umierają. Film nie ukazał masowych scen umierania osób niewierzących.
Po dotarciu do piramidy Majów, archeolog chrześcijańskim krzyżem uruchamia w niej mechanizm, który ujawnia kamienny ołtarz. W chwili całkowitego zatrzymania się ruchu wirowego Ziemi, ciężarna Meksykanka rodzi dziecko na ołtarzu, sanitariuszka przyjmuje poród a wolontariuszka z ojcem inicjują chrześcijańską modlitwę. Ocaleni w piramidzie nie są jedynymi ocalałymi podczas przebiegunowania Ziemi. Osobiste objawienia ocalałych informują ich, że są wybrańcami Chrystusa, którym zleca on dotarcie do innych ocalałych na Ziemi i świadczyć, że ten Sąd Ostateczny nie był ostateczny i że życie na Ziemi będzie się toczyć od nowa. Jak po Potopie. Film kończy się cytatem z Biblii o zadaniach i misyjnej roli apostołów.